# یوری نظروف
یوری نظروف (روسی: Ю́рий Влади́мирович Наза́ров؛ زادهٔ ۵ مهٔ ۱۹۳۷) یک هنرپیشه اهل اتحاد جماهیر سوسیالیستی شوروی است.
از فیلم‌ها یا برنامه‌های تلویزیونی که وی در آن نقش داشته‌است می‌توان به آندری روبلوف، آینه، ظهر، ورا کوچک اشاره کرد.
وی همچنین برنده جوایزی همچون هنرمند مردمی روسیه شده‌است.